# Bey Medias Presse & Internet
 (mai 2021).
Si vous disposez d'ouvrages ou d'articles de référence ou si vous connaissez des sites web de qualité traitant du thème abordé ici, merci de compléter l'article en donnant les références utiles à sa vérifiabilité et en les liant à la section « Notes et références ».
Bey Medias Presse & Internet est une entreprise française de médias qui édite L'Opinion et L'Agefi.

## Histoire
En juillet 2025, LVMH (Bernard Arnault), via sa filiale Ufipar, acquiert les parts du capital de Bey Medias qu'il ne possédait pas encore et devient l'unique propriétaire.